# Agrothereutes pallipennis
Agrothereutes pallipennis là một loài tò vò trong họ Ichneumonidae.